# Palpoxena laeta
Palpoxena laeta is een keversoort uit de familie bladkevers (Chrysomelidae). De wetenschappelijke naam van de soort werd in 1861 gepubliceerd door Joseph Sugar Baly.